# Softbol na OI 1996.

Konačni rezultati natjecanja u športu softbolu na OI 1996.:

## Osvajačice odličja
| Zlato | Srebro | Bronca |
| SAD Laura Berg Gillian Boxx Sheila Cornell Lisa Fernandez Michelle Granger Lori Hannigan Dionna Harris Kim Maher Leah O'Brien Dot Richardson Julie Smith Michele Smith Shelly Stokes Danielle Tyler Christa Lee Williams | Kina Zhongxin An Hong Chen Liping He Li Lei Yaju Liu Xuqing Liu Ying Ma Jingbai Ou Hua Tao Lihong Wang Ying Wang Qiang Weng Jian Xu Fang Yan | Australija Joanne Brown Kim Cooper Carolyn Cudgington Kerry Dienelt Peta Edebone Tanya Harding Jennifer Holliday Jocelyn Lester Sally McDermid Francine McRae Haylea Petrie Nicole Richardson Melanie Roche Natalie Ward Brooke Wilkins |